# Йохан Фолпрехт Ридезел цу Айзенбах
Йохан Фолпрехт Ридезел цу Айзенбах (на немски: Johann Volprecht (IV) Riedesel zu Eisenbach; * 9 декември 1696, Фришборн, днес в Лаутербах, Хесен; † 13 октомври 1757, Вецлар) е фрайхер/барон на Ридезел цу Айзенбах и пруски генерал-лейтенант.

## Произход и военна кариера
Той е син на полковник Георг VII Ридезел цу Айзенбах (1647 – 1704) и Мария фон Боденхаузен (1662 – 1711), дъщеря на Бодо фон Боденхаузен. Внук е на Йохан фон Ридезел цу Айзенбах (1607 – 1676). На 1 януари 1687 г. Бодо фон Боденхаузен продава на зет си Георг Ридезел имението Амьонау.
Йохан Фолпрехт Ридезел цу Айзенбах първо е на служба в Курфюрство Хановер, след това на императорска служба. Той се бие на Рейн и участва в два похода срещу османите. На 22 април 1737 г. той е командир на седем гренадински-батальони. След това отива по покана на пруския крал Фридрих II в пруската войска. Кралят го познава още от похода на Рейн от 1734 и затова на 11 февруари 1741 г. той получава регимент. Кралят похвалва Ридезел и го прегръща пред всички.
Той е генерал-майор и командант. През 1742 г. кралят посещава Везел и го повишава на генерал-лейтенант. Йохан цу Айзенбах се разболява и напуска войската през 1746 г.
На 1 октомври 1752 г. той има пистолетен дуел с Волф Лудвиг фон Шлегел. Йохан Фолпрехт Ридезел цу Айзенбах умира на 60 години на 13 октомври 1757 г. във Вецлар.

## Фамилия
Йохан Фолпрехт Ридезел цу Айзенбах се жени на 5 февруари 1737 г. за Каролина Елизабет Шенк фон Швайнсберг (* 11 март 1717; † 6 май 1786, Лаутербах), дъщеря на Йохан Георг Шенк фон Швайнсберг (1672 – 1744) и Анна Хелена София фон Валенщайн (1684 – 1747), дъщеря на Вилхелм Дитрих фон Валенщайн (* пр. 1663) и Юлия фон дер Тан. Те имат децата:
- Йохан Херман XV (* 10 ноември 1740, Хьолрих; † 22 септември 1785, Виена), фрайхер, женен на 13 септември 1778 г. в Берлин за Шарлота фон Беерен (* 10 февруари 1746, Берлин; † 10 август 1817, Алтенбург), пруска дворцова дама; има син и дъщеря
- Хелена Елизабет Ридезел фон Айзенбах (* 14 август 1742; † 3 август 1811, омъжена 1762 г. за полковник граф Август Кристоф фон Дегенфелд-Шонбург (1730 – 1814), син на пруския генерал, дипломат, държавен и военен министър граф Кристоф Мартин фон Дегенфелд-Шонбург (1689 – 1762) и графиня Мария фон Шьонбург/Шомберг (1692 – 1762).

След смъртта му вдовицата му Каролина се омъжва за тайния съветник Йохан Вилхелм Ридезел фон Айзенбах (* 1705; † 1782), асесор на имперския камерен съд във Вецлар.